# Brece (Podujevo)
Pour les articles homonymes, voir Brece.
Brecë en albanais et Brece en serbe latin (en serbe cyrillique : Бреце) est une localité du Kosovo située dans la commune/municipalité de Podujevë/Podujevo, district de Pristina (Kosovo) ou district de Kosovo (Serbie). Selon le recensement kosovar de 2011, elle compte 119 habitants, dont 118 albanais.

## Démographie

### Évolution historique de la population dans la localité
| 1948 | 1953 | 1961 | 1971 | 1981 | 1991 | 2011 |
| ---- | ---- | ---- | ---- | ---- | ---- | ---- |
| 356  | 393  | 355  | 386  | 350  | 312  | 119  |

|  |